# Agariste (geslacht)
Agariste is een geslacht van uitgestorven weekdieren uit de klasse van de Gastropoda (slakken). Exemplaren van dit geslacht zijn slechts als fossiel bekend.

## Soorten
- Agariste compressa (Cantraine, 1835) †
- Agariste juliencilisi Landau & Marquet, 2003 †